# Виттенберг, Беата Магдалена
Беата Магдалена Виттенберг (швед. Beata Magdalena Wittenberg; 1644―1705) ― фрейлина при шведском дворе.
Была дочерью графа Арвида Виттенберга и Евы Маргарет фон Ланген. Вышла замуж за барона Хенрика Горна в 1674 году.
В 1675 году отправилась с дипломатической миссией в Гамбург по поручению супруга. Её задачей было обеспечение связи между Швецией и шведскими дипломатами в Париже и Лондоне, чтобы те могли изыскать способы перевода средств для обеспечения шведской армии у Штаде, который тогда ещё не был захвачен Швецией который в то время осаждала армия под командованием Хенрика Горна. Как сообщается, ей удалось развернуть «деятельность, достойную уважения; она сумела добиться обеспечения снабжения армии, ведомой её супругом».
Она овдовела в 1693 году. В 1698 году, она последовала за Гедвигой Софией в Готторп после заключения её брака с Фридрихом IV, герцогом Гольштейн-Готторпским, и занимала должность главной фрейлины или хозяйки гардероба. Во время пребывания Гедвиги в Готторпе, Фридрих регулярно посещал своих любовниц в Гамбурге, а также приводил некоторых из них в Готторп. Виттенберг приняла сторону Гедвиги Софии и однажды вступила в перепалку с придворным Фридриха, который выступал в качестве его сводника: Беата Магдалена потеряла свой парик, а Гедвига София потребовала вернуть её в Швецию.